# Douron
Le Douron est un fleuve côtier français du Finistère et des Côtes-d'Armor car il sépare les deux départements. Il coule dans la région du Trégor. 
C'est le 27 janvier 1790, à la Révolution, que les députés bretons rejetant la demande formulée par les habitants de Morlaix d’être intégrés dans le département de Saint-Brieuc, décidaient qu’au nord, la limite départementale se confondrait avec le cours du Douron.
Le Douron et son principal affluent, Le Squiriou, sont des rivières à renoncules fréquentées par le saumon atlantique et la truite fario.

## Géographie

### Parcours
De 28,2 km de longueur, le Douron naît sur la commune de Scrignac et son embouchure se situe entre Guimaëc et Plestin, juste au sud de Locquirec au lieu-dit Toul an Hery. Elle est bordée par la « corniche de l'Armorique » (côté Plestin). Le bassin versant du Douron présente une configuration particulière, très étroit (8 km de large maximum) avec des vallées encaissées et un fort dénivelé (281 m) entre la source et l'exutoire. Si sa source se situe en région cornouaillaise, le fleuve coule essentiellement dans le Trégor. Il sépare deux départements (le Finistère sur sa rive Ouest et les Côtes-d'Armor sur sa rive est) et une dizaine de communes : 
Dans le Finistère :
- Scrignac (source)
- Lanneanou / Botsorhel
- Plouigneau / Botsorhel
- Plouigneau / Le Ponthou
- Plouigneau / Plouégat-Moysan

Entre le Finistère et les Côtes-d'Armor :
- Plouigneau / Trémel
- Plouégat-Guérand / Trémel
- Plouégat-Guérand / Plestin
- Guimaëc / Plestin
- Locquirec / Plestin

### Bassin versant

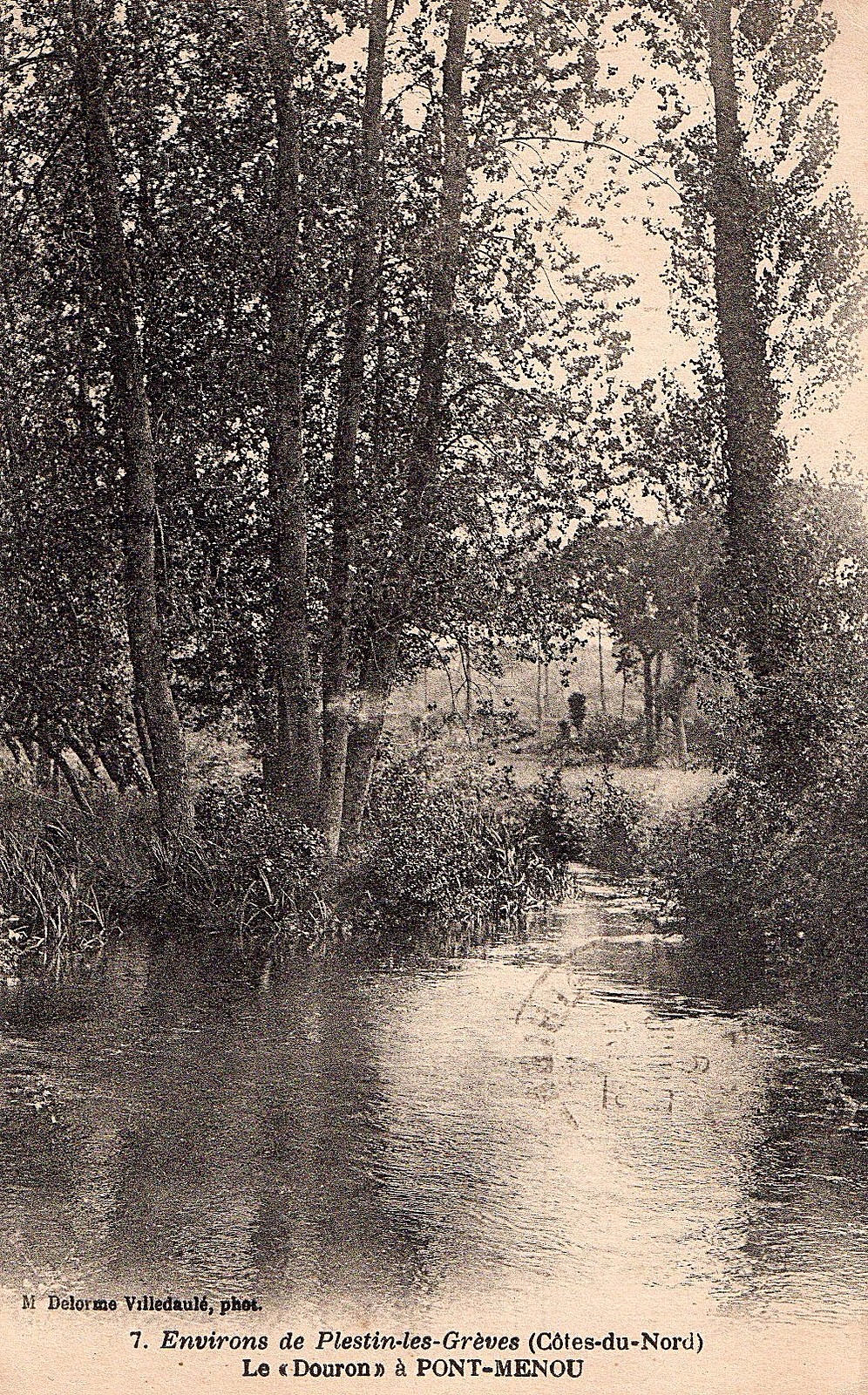
Le Douron à Pont-Menou au début du XXe siècle (carte postale).

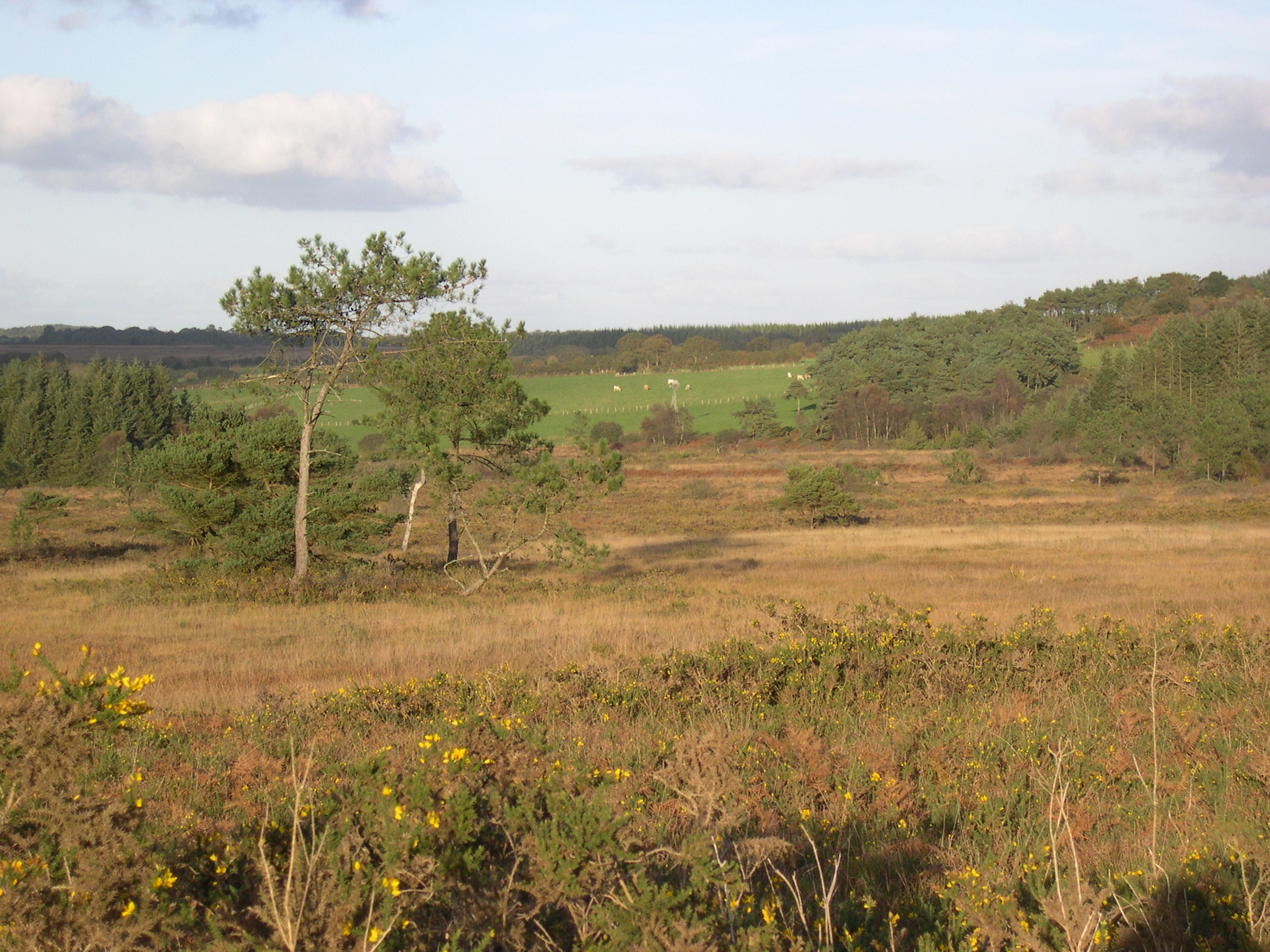
Vue des landes au niveau de la source près de Coat ar C'herno.

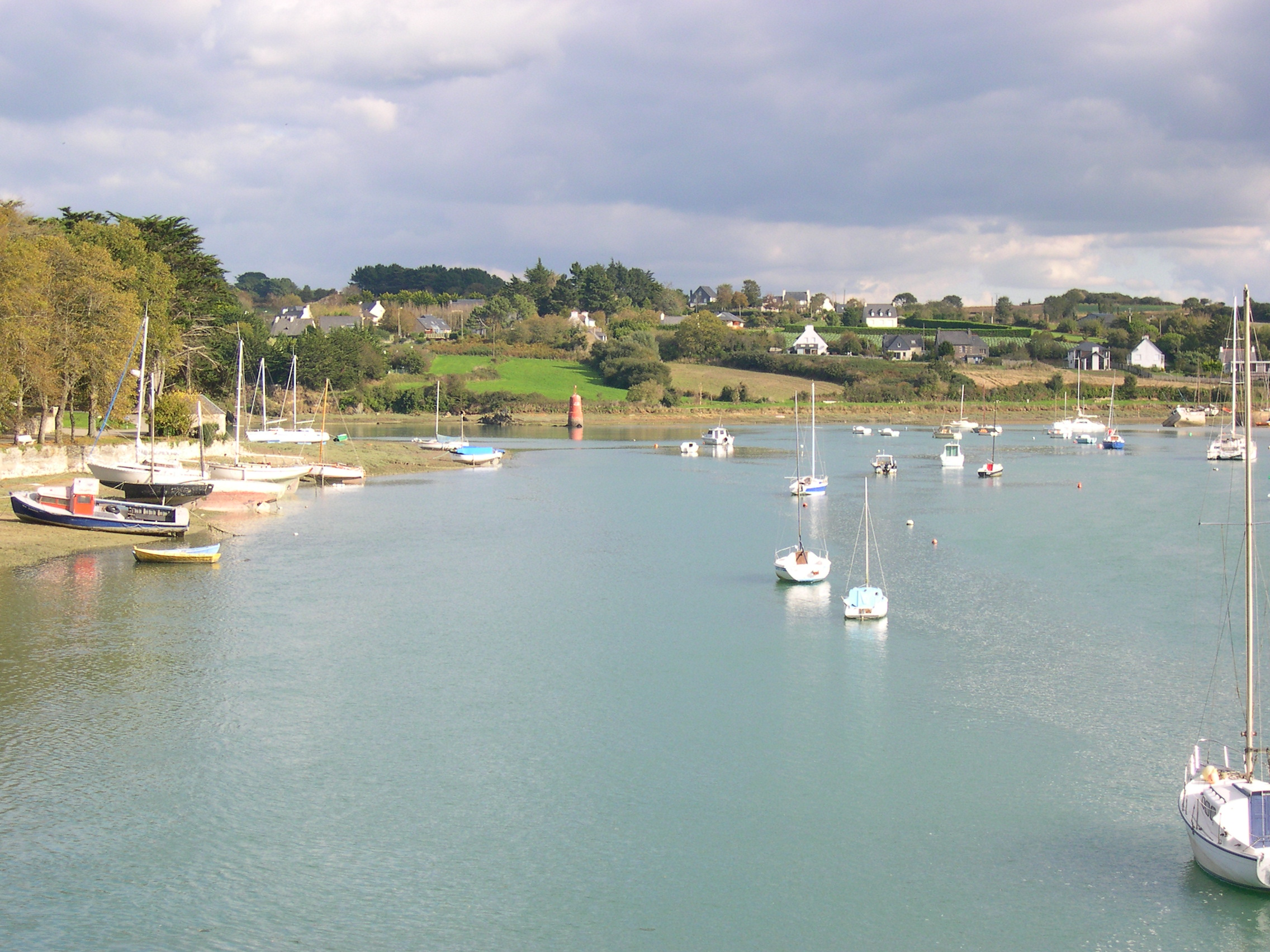
Exutoire du Douron au niveau de l'île Blanche à Locquirec.

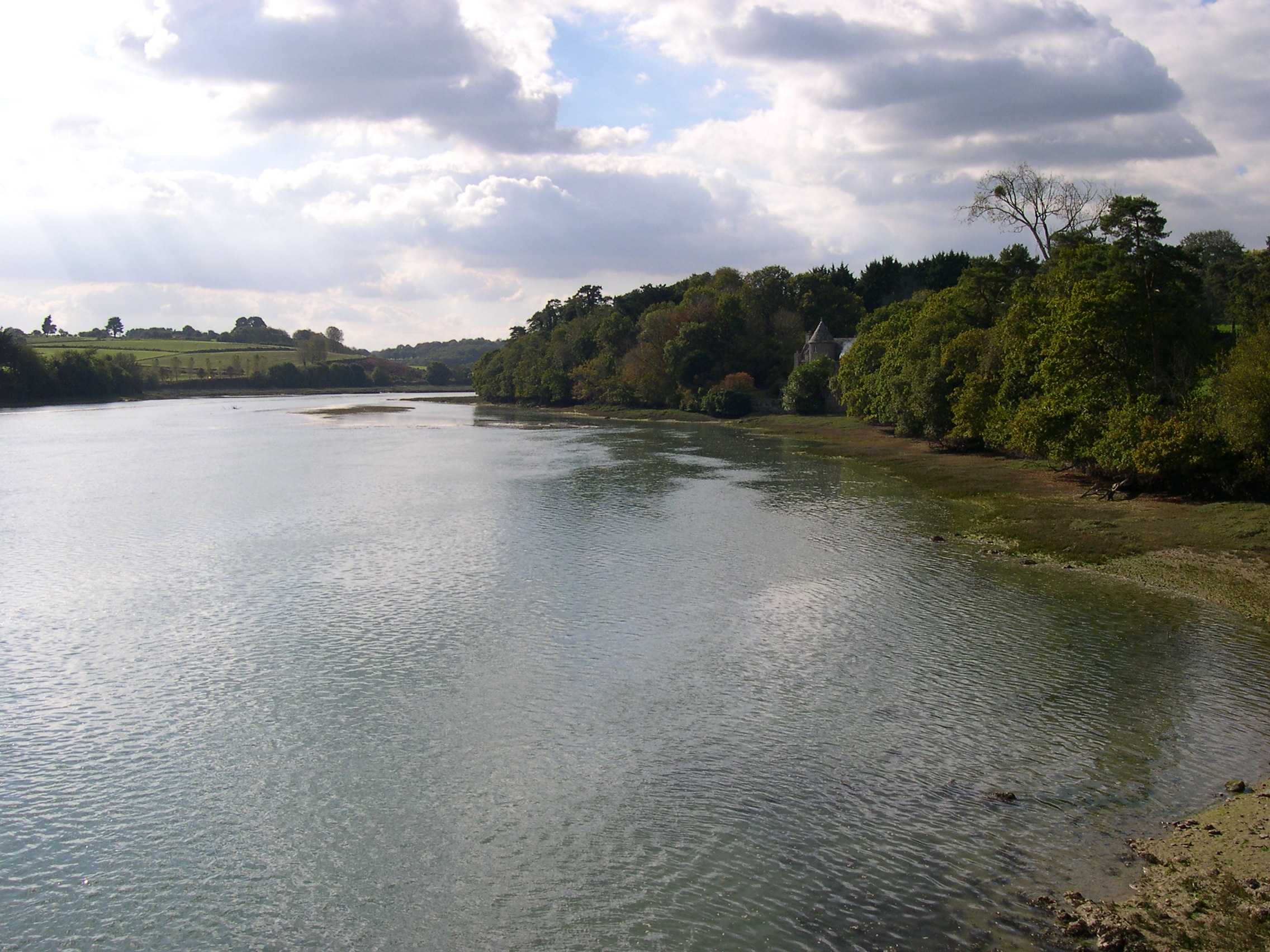
Estuaire du Douron vu depuis le moulin de Rochelan.

Le Douron traverse une seule zone hydrographique « 'Le Douron de sa source à la mer' (J240) » de 114 km2 de superficie. Ce bassin versant est constitué à 73,31 % de territoires agricoles, à 22,69 % de forêts et milieux semi-naturels, à 4,21 % de territoires artificialisés, à 0,20 % de zones humides.

### Affluents
Le Douron a cinq affluents référencés, dont 3 principaux :
- le Squiriou, 8 km, qui prend sa source sur la commune de Botsorhel non loin de la chapelle Christ,  sépare la commune de celle Guerlesquin, se divise en deux bras d'une centaine de mètres chacun au niveau de Kerbizien puis sépare Plouegat-Moysan du Ponthou où il rejoint le Douron sur sa rive est ;
- le Dour Uzel, 5,7 km, qui prend sa source en Plouegat-Moysan qu'il sépare ensuite de Tremel avant de rejoindre le Douron également sur sa rive est ;
- le Dourmeur, ruisseau d'environ 5 km[2] qui coule sur la commune de Plestin et rejoint l'embouchure du Douron peu avant le pont de Toul-an-Héry.

## Écologie
Le Douron est classé depuis 1999 en Site d'Importance Communautaire sous le n° de référence  FR5300004 du  réseau Natura 2000. La partie estuarienne entre le pont de Locquirec et Pont Menou (Plouégat-Guerrand) comporte des prés-salés à obiones et à salicornes. La majorité du périmètre est occupée par des coteaux boisés, parfois très pentus, constitués principalement par des peuplements de type hêtraie-chênaie. Des prairies alluviales avec une végétation de prairies humides oligotrophes, mégaphorbiaies, se retrouvent plus en amont dans les fonds de vallée. Ces milieux sont menacés de fermeture du fait de la déprise agricole.
Le bassin-versant de l'anse du Douron, d'une superficie de 11 406 hectares, compte 8 000 habitants ; en moyenne de 2002 à 2019, entre avril et octobre, la surface occupée sur l'estran par les algues vertes, a été de 5 hectares.